# Frozen Synapse
Frozen Synapse — компьютерная инди-игра в жанре пошаговой стратегии, разработанная компанием Mode 7 и выпущенная для платформ Linux, Mac OS X и Microsoft Windows в 2011 году, а позже и для мобильных устройств под управлением Android и iOS. 28 сентября 2011 года игра была выпущена в качестве набора Humble Frozen Synapse Bundle.

## Геймплей
Геймплей игры очень похож на тот, что используется в игре Laser Squad Nemesis. Игрок управляет небольшим вооруженным отрядом солдат, с помощью которых необходимо выполнить цель миссии (чаще всего ею оказывается уничтожение всех юнитов противника). Движения персонажей планируются заранее, необходимо раздать команды бойцам на временной лимит в 5 секунд, этим же занимается оппонент. В процессе планирования можно просмотреть предварительный результат. После нажатия кнопки «Prime» происходит калькуляция результатов планирования обоих участников. В процессе калькуляции учитываются такие факторы как прицеливание, укрытия, реакция (время для прицеливания) отдельного юнита. Юнит, который использует укрытие имеет преимущество над юнитом, который прицеливается, а он в свою очередь — перед не прицеливающимся юнитом. Сами юниты делятся на 5 типов.
Уровни в игре как статичные (миссии в кампании) так и генерируются псевдослучайным способом. Имеются 2 режима видимости противников — Light и Dark. В первом режиме вражеские юниты видны в течение всего боя, во втором — только в начале боя. При дальнейшем прохождении игроку требуется находить их самостоятельно, на карте будут отмечаться только места, где их в последний раз заметили.
Многопользовательский режим доступен только при игре 1 на 1. При наличии дополнения Frozen Synapse: Red DLC добавляется кооперативный режим для кампании.

## Сюжет
Сюжет кампании представляет из себя антиутопию в стиле киберпанка. Игрок выступает в роли оперативного командующего на службе у повстанцев, сражающегося против правительственных войск.

## История разработки
Игра вышла 26 мая 2011 года на PC в сервисе Steam.
17 июня 2011 года вышел саундтрек игры, сочетавший жанры лоу-фай электроники и танцевальной музыки, саундтрек от Пола Тейлора (nerve_testpilot).
30 мая 2012 года вышло дополнение Frozen Synapse: Red DLC, котрое добавило совместную игру против искусственного интеллекта, новый тип бойцов (с щитом), 6 новых музыкальных композиции, эксклюзивную кампанию для одного игрока из 15 миссий, 10 испытаний-вызовов для одного игрока, Три мутатора-модификации игрового процесса для продвинутых пользователей, новый режим многопользовательской игры «Upload», режим «Red Mode».

## Отзывы
| Сводный рейтинг    | Сводный рейтинг                           |
| Агрегатор          | Оценка                                    |
| ------------------ | ----------------------------------------- |
| GameRankings       | 87,07 % (PC) 84,00 % (iOS) 83,46 % (Vita) |
| Metacritic         | 85/100 (PC) 84/100 (iOS)                  |
| Иноязычные издания |                                           |
| Издание            | Оценка                                    |
| Edge               | 9/10                                      |
| Eurogamer          | 9/10                                      |

Игра получила преимущественно положительные отзывы. На сайте-агрегаторе Metacritic средняя оценка игры составляет 85 из 100 на основе 27 обзоров для платформы PC.
Критики положительно отзывались о звуковом сопровождении игры.
«Захватывает дух. 9/10» — EDGE.
«Превосходная и изобретательная... выдающееся творение. 9/10» — Eurogamer.
«Самая затягивающая и великолепная игра, в которую я играл за последние годы. 95%» — bit-gamer.
На Independent Games Festival 2012 года игра получила награду Audience Award (с англ. — «награда зрителей»).
В номинации «Стратегия года» (2011) журнала «Игромания» игра заняла второе место.
Летом 2018 года, благодаря уязвимости в защите Steam Web API, стало известно, что точное количество пользователей сервиса Steam, которые играли в игру хотя бы один раз, составляет 1 065 406 человек.